# 2018 en Australie
Chronologie de l'Australie
- 2014
- 2015
- 2016
- 2017
- 2018
- 2019
- 2020
- 2021
- 2022

## En exercice
- Monarque – Reine Elizabeth II
- Gouverneur général – Peter Cosgrove
- Premiers ministres – Malcolm Turnbull (premier ministre en fonction depuis le 15 septembre 2015).

## Chronologie

### Mars 2018
- 24 mars : premier vol commercial direct sans escale Angleterre/Australie (Perth/Londres Heathrow) par la compagnie aérienne australienne Qantas, ce qui en fait un vol historique. Durée de vol : 17 h 20 min, pour 14 498 km, permettant ainsi de gagner 3 heures en évitant une escale en Asie ou au Proche-Orient. Le commandant de bord Lisa Norman, pilotait un Boeing 787 avec 16 membres d'équipage transportant 200 passagers[1],[2].

### Avril 2018
- 4 au 15 avril : L'Australie accueille les Jeux du Commonwealth de 2018, à Gold Coast.

### Août 2018
- 17 août : Pour empêcher la défection de dix députés d'arrière-ban de sa majorité parlementaire, le Premier ministre Malcolm Turnbull renonce à faire inscrire dans la législation l'obligation pour l'Australie, en accord avec l'Accord de Paris sur le climat, de réduire ses émissions polluantes de 26 % à l'horizon 2030[3].
- 21 août : Défié par son ministre de l'Intérieur Peter Dutton pour la direction du Parti libéral et du gouvernement, le gouvernement Malcolm Turnbull conserve la confiance de sa majorité parlementaire. Peter Dutton démissionne du gouvernement[4]. Le 24 août toutefois, Malcolm Turnbull démissionne lorsque les députés libéraux demandent un nouveau vote pour la direction du parti et du gouvernement. Ils élisent Scott Morrison aux postes de chef du Parti libéral et de Premier ministre, par quarante-cinq voix contre quarante pour Peter Dutton[5].

### Septembre 2018
- 27 septembre : À la suite de révélations montrant qu'il a fait limoger une journaliste et cherché à en faire limoger un autre car ils déplaisaient au gouvernement, le président de la Australian Broadcasting Corporation, Justin Milne, est contraint de démissionner[6].

### Octobre 2018
- 20 octobre : Le gouvernement libéral-conservateur de Scott Morrison perd sa majorité absolue à la Chambre des représentants, en perdant l'élection partielle provoquée par la démission du député et ancien Premier ministre Malcolm Turnbull[7].

### Novembre 2018
- 9 novembre : Un immigré somalien islamiste commet un attentat terroriste au couteau dans une rue de Melbourne, faisant un mort et deux blessés avant d'être abattu par la police[8].